# Transparentní displej
Transparentní displej je druh displeje umožňující divákovi prohlédnout skrz obrazovku, a zároveň sledovat i dění na ní. Úroveň transparentnosti u pixelů v klidovém stavu (kdy jsou pixely vypnuté a nezobrazují žádnou barvu) se pohybuje mezi 70 až 85 %, viditelnost skrz transparentní displej je tedy poměrně dobrá a z tohoto důvodu je možné průhledné displeje používat například v brýlích, čelních sklech, oknech, nebo ve vitrínách.

## Transparentní LCD displej
Klasický LCD displej (Liquid Crystal Display) je složen z vrstvy průhledných elektrod, vrstvy tekutých krystalů a vrstvy polarizačních filtrů. Tekuté krystaly se natáčejí při průchodu elektrického náboje, pomocí čehož dochází k řízení průchodu světla. Toto uspořádání je samo o sobě transparentní. Aby však LCD displej zobrazoval obraz, musí být podsvícený, a díky tomu ztrácí svou transparentnost. K tomuto podsvícení se používá většinou LED – diodové podsvícení.
TN matrice (Twisted Nematic + film) funguje na principu šroubovitého stočení pixelu a tím pádem zamezení prostupu světla v případě, že je na elektrody krystalu vedeno napětí. V případě nevedení napětí pixel propouští světlo. Toho je využito u transparentních LCD displejů. 
Transparentnosti u LCD displeje je dosaženo pomocí použití dvou polarizačních filtrů z obou stran displeje natočených tak, aby skrze ně mohlo procházet světlo. Tohoto lze dosáhnout při použití na LCD displeje s TN technologií zobrazení. Displej potřebuje ke správnému fungování světelný zdroj, který se nachází mimo samotný displej (například Slunce nebo LED osvětlení v boxu za transparentním LCD displejem).

## Transparentní OLED displej (TOLED)
Klasický OLED displej (Organic Light-Emitting Diode) je složen z vrstvy průhledné anody (skrz kterou prochází světlo), transportní a emisní vrstvy elektronů a kovové katody. Mezi tyto vrstvy jsou vloženy vrstvy organického materiálu. Z tohoto organického materiálu je vyrobena LED dioda, která je schopna sama emitovat světlo bez nutnosti dalšího světelného zdroje.
Transparentní OLED displej využívá transparentní katody, díky čemu světlo může vycházet z obou stran displeje. Tato transparentní katoda zároveň umožňuje divákovi vidět skrz displej. Jakmile je některý z pixelů vypnutý, není vůbec vidět a umožňuje vidět skrz.
Transparentní katoda se také využívá u OLED displejů s horní emisí. Světlo na rozdíl od typického OLED displeje s dolní emisí, (kdy světlo prochází skrz průhlednou anodu), prochází skrze transparentní katodu.  Anoda je v tomto případě neprůhledná. Toto uspořádání zvyšuje schopnost displeje efektivně zobrazovat obraz i za širších pozorovacích úhlů.